# Razziegalan 1990
Razziegalan 1990 var den 10:e upplagan av Golden Raspberry Awards och hölls 25 mars 1990. Galan hölls i vanlig ordning dagen före Oscarsgalan, och gav pris till de sämsta insatserna under 1989. Detta år delades det även ut specialpriser för det gångna decenniet, där Mommie Dearest vann pris för Decenniets sämsta film.

## Vinnare och nominerade
| Sämsta film | Sämsta regissör |
| --- | --- |

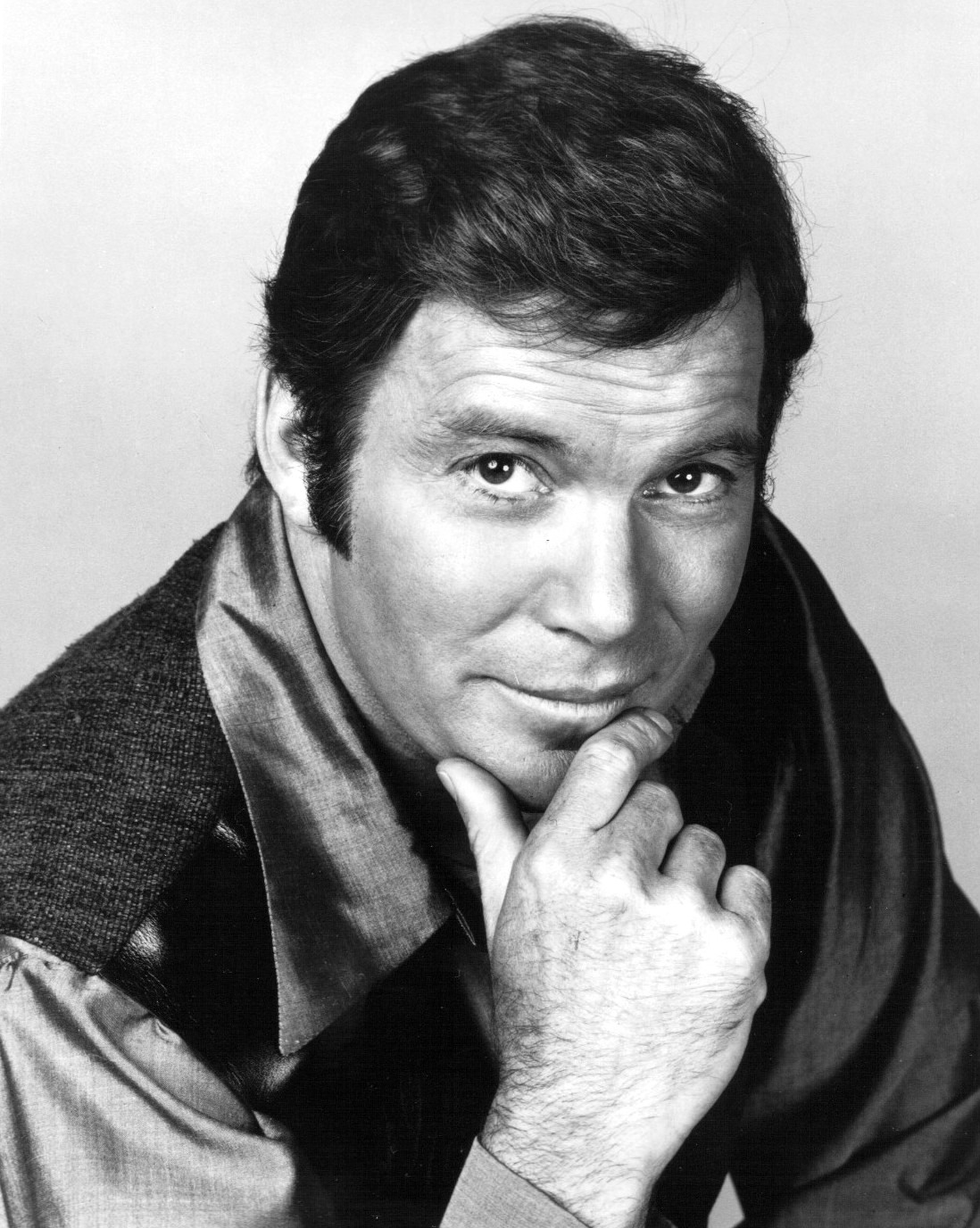
William Shatner,
Sämsta regissör
Sämsta manliga skådespelare

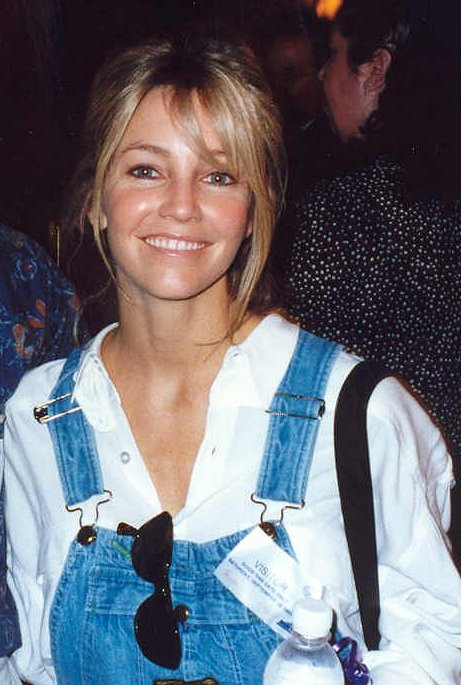
Heather Locklear,
Sämsta kvinnliga skådespelare

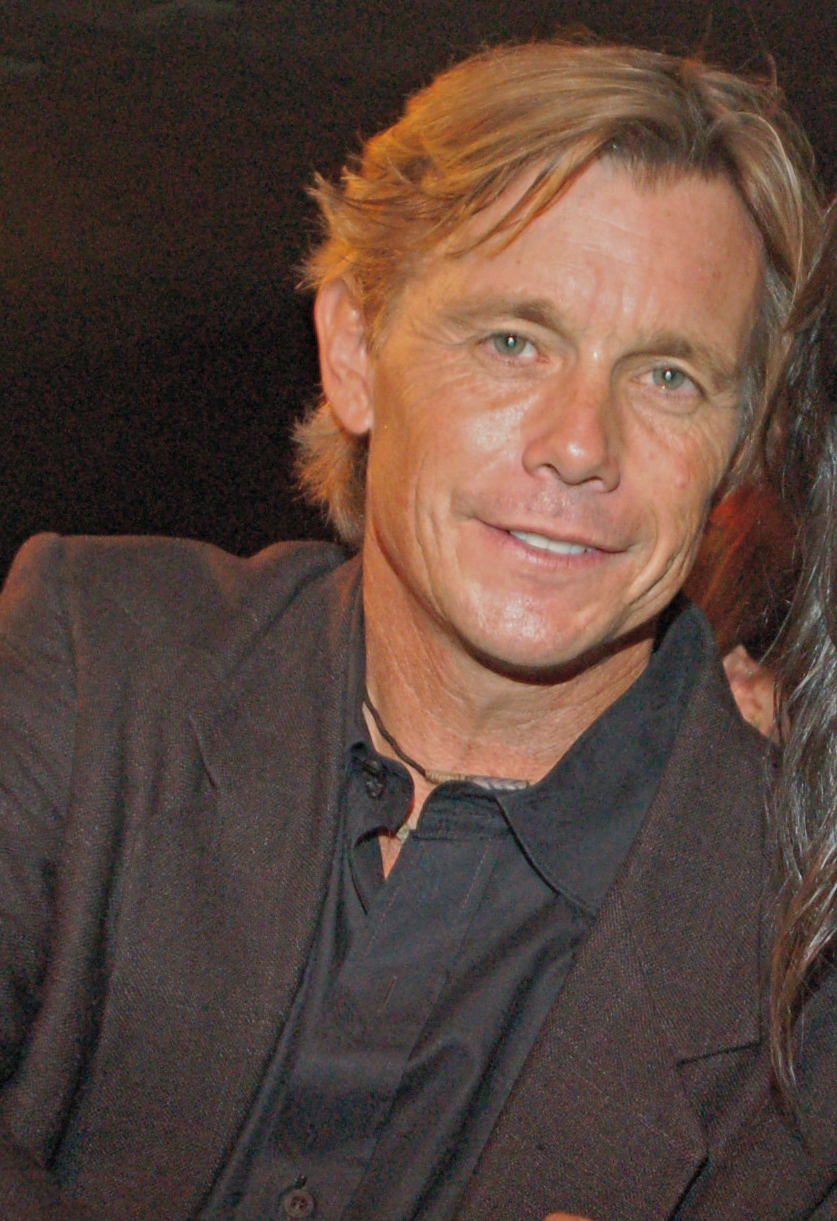
Christopher Atkins,
Sämsta manliga biroll

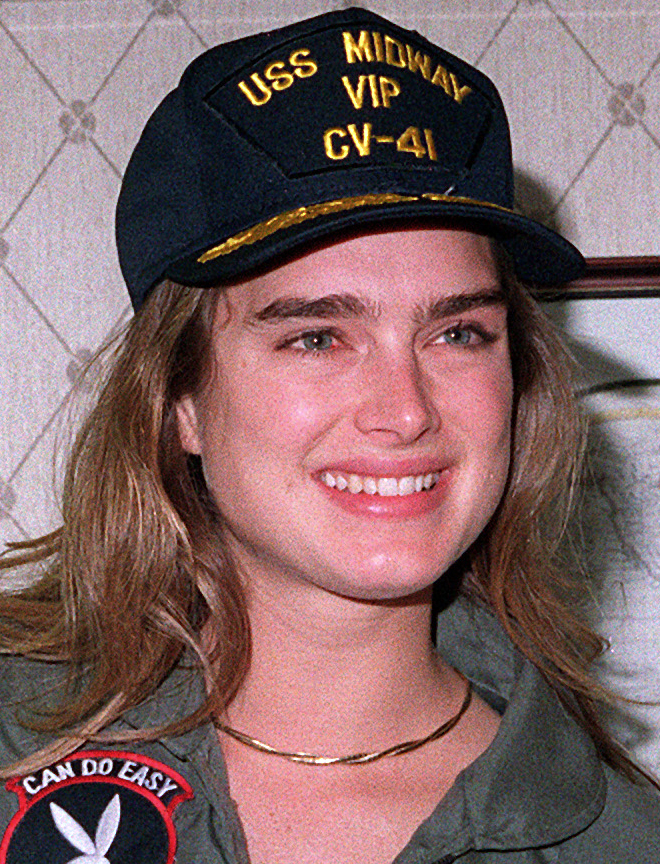
Brooke Shields,
Sämsta kvinnliga biroll

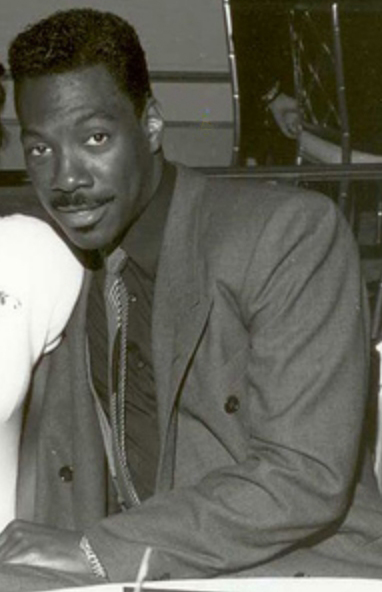
Eddie Murphy,
Sämsta manus

| - Star Trek V - Den yttersta gränsen – Paramount - Karate Kid III: Man mot man – Columbia - Lock Up – TriStar - Road House – United Artists - Cannonball Run 3 – Orion                                                                                    | - William Shatner – Star Trek V - Den yttersta gränsen - John G. Avildsen – Karate Kid III: Man mot man - Jim Drake – Cannonball Run 3 - Rowdy Herrington – Road House - Eddie Murphy – Harlem Nights |
| Sämsta manliga skådespelare | Sämsta kvinnliga skådespelare |
| - William Shatner – Star Trek V - Den yttersta gränsen - Tony Danza – She's Out of Control - Ralph Macchio – Karate Kid III: Man mot man - Sylvester Stallone – Lock Up och Tango & Cash - Patrick Swayze – Next of Kin och Road House                    | - Heather Locklear – The Return of Swamp Thing - Jane Fonda – Old Gringo - Brigitte Nielsen – Bye Bye Baby - Paulina Porizkova – Hennes alibi - Ally Sheedy – Heart of Dixie |
| Sämsta manliga biroll | Sämsta kvinnliga biroll |
| - Christopher Atkins – Listen to Me - Ben Gazzara – Road House - DeForest Kelley – Star Trek V - Den yttersta gränsen - Noriyuki "Pat" Morita – Karate Kid III: Man mot man - Donald Sutherland – Lock Up                                                 | - Brooke Shields – Cannonball Run 3 - Angelyne – Kroppskontakt av värsta graden - Anne Bancroft – Bert Rigby, You're a Fool - Madonna – Spårhundar på Broadway - Kurt Russell (Drag) – Tango & Cash |
| Sämsta manus | Sämsta originalsång |
| - Harlem Nights – Eddie Murphy - Karate Kid III: Man mot man – Robert Mark Kamen - Road House – David Lee Henry och Hilary Henkin - Star Trek V - Den yttersta gränsen – David Loughery, William Shatner och Harve Bennett - Tango & Cash – Randy Feldman | - "Bring Your Daughter...To the Slaughter" från A Nightmare on Elm Street 5: The Dream Child, skriven av Bruce Dickinson - "Let's Go!" från A Nightmare on Elm Street 5: The Dream Child, skriven av Mohanndas Dewese (även känd som Kool Moe Dee) - "Pet Sematary" från Jurtjyrkogården, skriven av Dee Dee Ramone och Daniel Rey |

### Filmer med flera vinster
| Vinster | Film                               |
| ------- | ---------------------------------- |
| 3       | Star Trek V - Den yttersta gränsen |

### Sämsta under decenniet
| Decenniets sämsta manliga skådespelare | Decenniets sämsta kvinnliga skådespelare |
| --- | --- |
| - Sylvester Stallone för Cobra, Lock Up, Over the Top, Rambo – First Blood II, Rambo III, Rhinestone, Rocky IV och Tango & Cash - Christopher Atkins för Den blå lagunen, Listen to Me, A Night in Heaven och The Pirate Movie - Ryan O'Neal för Fever Pitch, Partners, So Fine och Tough Guys Don't Dance - Prince för Under the Cherry Moon - John Travolta för The Experts, Perfect, Staying Alive och Two of a Kind | - Bo Derek för Bolero och Tarzan, apmannen - Faye Dunaway för The First Deadly Sin, Mommie Dearest, Supergirl och The Wicked Lady - Madonna för Spårhundar på Broadway, Shanghai Surprise och Who's That Girl - Brooke Shields för Den blå lagunen, Endless Love, Sahara och Cannonball Run 3 - Pia Zadora för Butterfly och The Lonely Lady |
| Decenniets sämsta film | Decenniets sämsta nya stjärna |
| - Mommie Dearest (1981, Paramount) (vinnare av 5 Razzies) - Bolero (1984, Cannon Films) (vinnare av 6 Razzies) - Ingen plockar Howard (1986, Universal) (vinnare av 4 Razzies) - The Lonely Lady (1986, Universal) (vinnare av 6 Razzies) - Star Trek V - Den yttersta gränsen (1989, Paramount) (vinnare av 3 Razzies)                                                                                                 | - Pia Zadora för Butterfly och The Lonely Lady - Christopher Atkins för Den blå lagunen, Listen to Me, A Night in Heaven och The Pirate Movie - Madonna för Bloodhounds of Broadway, Shanghai Surprise och Who's That Girl - Prince för Under the Cherry Moon - Diana Scarwid för Mommie Dearest, Psycho III och Strange Invaders            |